# Superoksid-dismutaza
Superoksid dismutaza je encim, prisoten v praktično vseh aerobnih celicah in v zunajceličnih tekočinah. Njegova glavna naloga je, da katalizira razpad superoksidnega aniona na vodikov peroksid, ker celice imunskega sistema proizvajajo reaktivne kisikove molekule in proste radikale. (H2O2, OH., O2-.), ki lahko pobegnejo nadzoru, in zato ima kot tak, pomembno antioksidantsko vlogo v skoraj vseh celicah, ki so izpostavljene kisiku. 
Njegova naloga je tudi, da spreminja proste radikale v neškodljive molekule. Zelo hitro jih nevtralizira, saj je zelo učinkovit. Raziskave so pokazale, da pomaga varovati veliko različnih celic, kar je pomembno za počasnejše staranje. Varuje pred poškodbami DNK, škodljivimi učinki ionizirajočega sevanja ter poškodbami lipidov in beljakovin. V mladosti imamo encima dovolj v telesu, pri 40. letu starosti pa ga imamo le še polovico. To je predvsem posledica onesnaženega zraka, vode in celo onesnaženega elektromagnetnega polja. Če dodamo še nezdrav življenjski slog in stres, je na delu veliko prostih radikalov, zaradi katerih lahko zbolimo.
Superoksid dismutaza potrebuje za delovanje kot kofaktor kovinski ion, in sicer je odvisno od izocima kofaktor lahko mangan, železo, baker ali cink. Pri človeku se v citosolu nahaja predvsem dismutaza z bakrom ali s cinkom, medtem ko se dismutaza z manganom nahaja v mitohondrijih. V zunajceličnih tekočinah se pojavlja tretja vrsta superoksid dismutaze, ki baker in cink vsebuje v aktivnem mestu. 
Nadaljnje so raziskave na transgenih miših pokazale, da je za preživetje najpomembnejša mitohondrijska oblika encima. Živali, ki jim je bil genetsko odstranjen ravno ta izocim, so poginile kmalu po rojstvu, medtem ko odsotnost citosolne oblike encima povzroči pri transgenih miših nižjo rodnost in odsotnost ekstracelularne oblike skoraj ne povzroča defektov. Pri rastlinah se SOD izocimi nahajajo v citosolu in mitohondrijih, v kloroplastih pa se pojavlja od železa odvisna oblika, ki je pri kvasovkah in vretenčarjih ni. 